# William Rose Benét
William Rose Benét (2 februarie 1886 – 4 mai 1950) a fost un poet, scriitor și editor american. El a fost fratele mai mare al lui Stephen Vincent Benét.
S-a născut în Brooklyn, New York, ca fiu al colonelului James Walker Benét și al soției lui, Frances Neill Rose, și nepot al generalului de brigadă Stephen Vincent Benét. A fost educat la The Albany Academy din Albany, NY și la Sheffield Scientific School de la Universitatea Yale, pe care a absolvit-o în 1907. La Yale, a editat și a contribuit cu versuri la revista umoristică a studenților intitulată The Yale Record. A fondat Saturday Review of Literature în 1924 și a continuat să o editeze și să scrie în paginile ei până la moartea sa.
Benét s-a căsătorit de patru ori. El s-a căsătorit, mai întâi, pe 3 septembrie 1912 cu Teresa France Thomson, cu care a avut trei copii (James Walker Benét, Frances Rosemary Benét și Kathleen Anne Benét). Teresa a murit în 1919. Cea de-a doua soție a lui Benét cu care s-a căsătorit pe 5 octombrie 1923 a fost poeta Elinor Wylie. Ea a murit în 1928. Cea de-a treia soție a lui Benét, cu care s-a căsătorit pe 15 martie 1932, a fost Lora Baxter. Ei au divorțat în anul 1937. Cea de-a patra soție a lui Benét și văduva sa a fost scriitoarea de cărți pentru copii Marjorie Flack. Ei au fost căsătoriți din 22 iunie 1941 până la moartea sa în 1950.
În 1942 a fost distins cu Premiul Pulitzer pentru poezie pentru volumul de versuri The Dust Which Is God (1941).
El este, de asemenea, autorul The Reader's Encyclopedia, un ghid american standard în domeniul literaturii.
Fiul său, James Walker Benét (1914-2012), a luptat în Brigada Abraham Lincoln și a fost autorul a două romane de suspans și al unui ghid pentru zona San Francisco Bay Area.
Astăzi, el este, probabil, cel mai bine cunoscut ca autor al „The Skater of Ghost Lake”, un poem frecvent folosit în școlile americane pentru ritmul său și utilizarea onomatopeelor, precum și pentru tonul său de mister întunecat.

## Lucrări
- Merchants of Cathay (1913)
- The Great White Wall: A Poem (1916)
- Perpetual Light: A Memorial (1919)
- Moons of Grandeur: A Book of Poems (1920)
- Dry Points: Studies in Black and White (1921)
- The Flying King of Kurio: A Story of Children (1926)
- Wild Goslings: A Selection of Fugitive Pieces (1927)
- Starry Harness (1933)
- Pocket University: Guide to Daily Reading (1934)
- Golden Fleece: A Collection of Poems and Ballads Old and New (1935)
- Great Poems of the English Language (1936)
- Mad Blake: A Poem (1937)
- Day of Deliverance: A Book of Poems in Wartime (1940)
- The Dust Which is God: A Novel in Verse (1945)
- The Stairway of Surprise: Poems (1947)
- Timothy's Angels, Verse (1947)
- The Spirit of the Scene (1951)
- The First Person Singular (1971)
- The Prose and Poetry of Elinor Wylie (1974)